# I округ (Будимпешта)
I округ (мађ. I kerület) или Варкерилет (мађ. Várkerület) је један од 23 округа Будимпеште. Налази се на будимској страни Дунава.
Ово је централни градски округ у ком се налази Будимски дворац. Формиран је 17. новембра 1873.

## Табан
У оквиру овог округа налази се некадашња српска варош Табан.